# Розено
Розено́ (фр. Rosenau) — коммуна на северо-востоке Франции в регионе Гранд-Эст (бывший Эльзас — Шампань — Арденны — Лотарингия), департамент Верхний Рейн, округ Мюлуз, кантон Сен-Луи. До марта 2016 года коммуна административно входила в состав упразднённого кантона Юненг (округ Мюлуз).
Площадь коммуны — 6,47 км², население — 1970 человек (2006) с выраженной тенденцией к росту: 2223 человека (2012), плотность населения — 343,6 чел/км².

## Население
Численность населения коммуны в 2011 году составляла 2177 человек, а в 2012 году — 2223 человека.
| 1962 | 1968 | 1975 | 1982 | 1990 | 1999 | 2006 | 2007 | 2008 | 2011 | 2012 |
| ---- | ---- | ---- | ---- | ---- | ---- | ---- | ---- | ---- | ---- | ---- |
| 611  | 665  | 1031 | 1591 | 1501 | 1840 | 1970 | 1988 | 2011 | 2177 | 2223 |

Динамика населения:

## Экономика
В 2010 году из 1439 человек трудоспособного возраста (от 15 до 64 лет) 1118 были экономически активными, 321 — неактивными (показатель активности 77,7 %, в 1999 году — 75,1 %). Из 1118 активных трудоспособных жителей работали 1042 человека (555 мужчин и 487 женщин), 76 числились безработными (42 мужчины и 34 женщины). Среди 321 трудоспособных неактивных граждан 91 были учениками либо студентами, 129 — пенсионерами, а ещё 101 — были неактивны в силу других причин.
На протяжении 2011 года в коммуне числилось 917 облагаемых налогом домохозяйств, в которых проживало 2164,5 человека. При этом медиана доходов составила 32984 евро на одного налогоплательщика.

## Достопримечательности (фотогалерея)

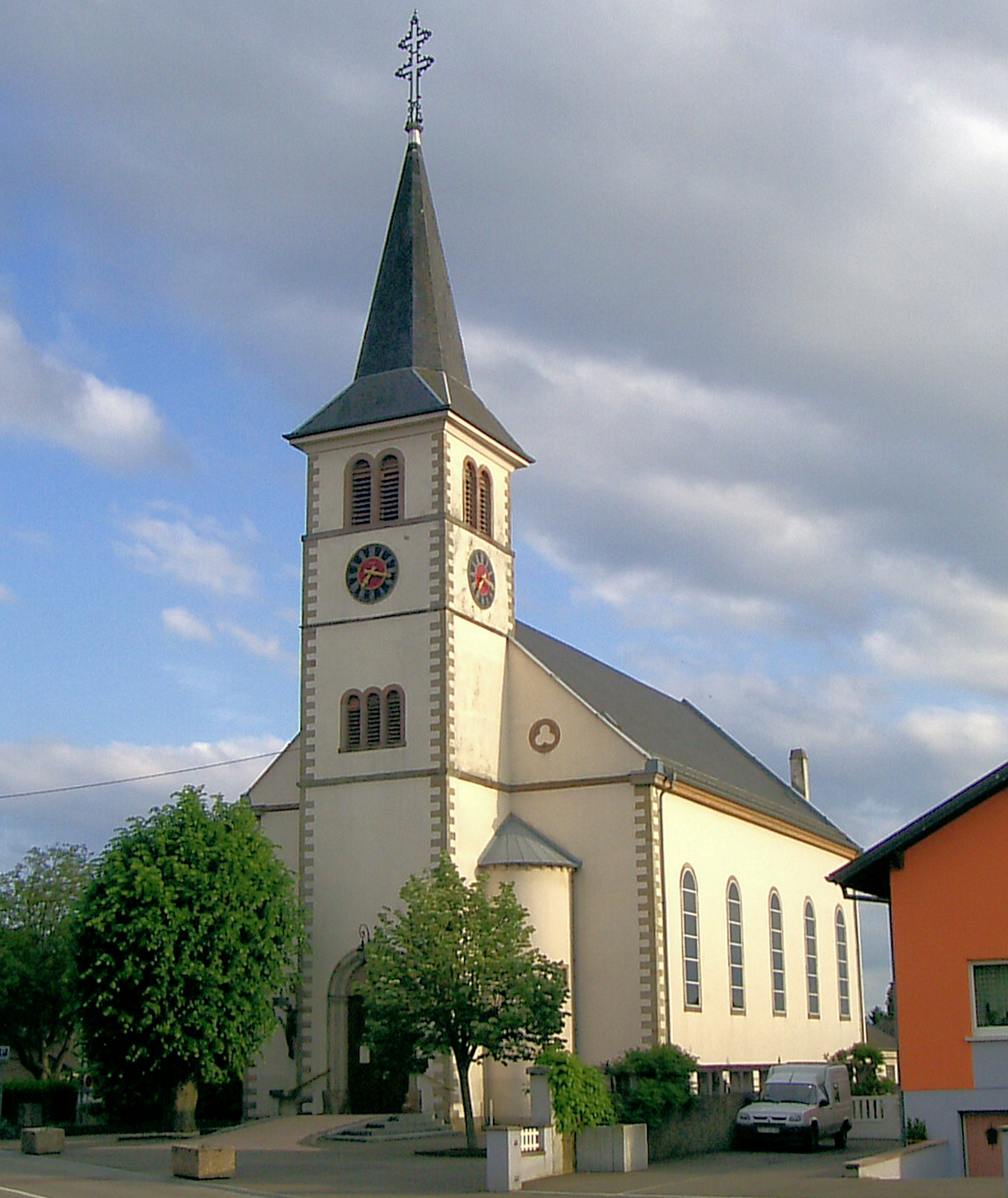
Церковь